# Пальмиано
Пальмиано (итал. Palmiano) — коммуна в Италии, располагается в регионе Марке, в провинции Асколи-Пичено.
Население составляет 208 человек (2008 г.), плотность населения составляет 17 чел./км². Занимает площадь 13 км². Почтовый индекс — 63040. Телефонный код — 0736.
Покровителем коммуны почитается святой архангел Михаил, празднование 29 сентября.

## Демография
Динамика населения:

## Администрация коммуны
- Официальный сайт: